# Lifeline (canción de Jamiroquai)
«Lifeline» es el tercer sencillo del álbum Rock Dust Light Star, de la banda británica de acid jazz Jamiroquai. El sencillo fue lanzado como descarga digital el 24 de enero de 2011. La canción fue escrita por el líder de la banda, Jay Kay, y por Matt Johnson. Es el tercer sencillo de la banda lanzado por Mercury Records. 
El videoclip fue estrenado el 11 de enero de 2011 en el canal oficial de Jamiroquai en YouTube.

## Lista de canciones

### Descarga digital y sencillo en CD
- «Lifeline» - 3:34

### Sencillo en CD promocional
- «Lifeline» - 3:34
- «Lifeline» (Fred Falke Remix) - 8:12
- «Lifeline» (Buzz Junkies Remix) - 9:08
- «Lifeline» (Alan Braxe Remix) - 5:46
- «Lifeline» (Pirupa Deadline Remix) - 3:57
- «Lifeline» (Pirupa Deadline Vocal) - 5:56

## Videoclip
El videoclip muestra imágenes en blanco y negro de la gira Rock Dust Light Star, entrelazadas con imágenes de Jay Kay interpretando la canción. En el video también aparecen imágenes de la banda hablando con sus fanes, permaneciendo en un hotel e interpretando la canción en varios programas musicales de televisión.

## Rendimiento en las listas musicales
| País             | Posición máxima |
| ---------------- | --------------- |
| UK Singles Chart | 99              |